# Patrick Muldoon
Patrick Muldoon (San Pedro, 27 september 1968) is een Amerikaanse acteur, filmproducent en muzikant.

## Biografie
Muldoon werd geboren in San Pedro (Californië) op 27 september 1968 als zoon van Deanna en William Patrick Muldoon II, een advocaat. Hij ging naar Loyola High School, een jezuïetenschool. In 1991 studeerde hij af aan de University of Southern California.
Hij maakte zijn acteerdebuut in 1990 met een gastrol in de televisieserie Who's the Boss? Muldoon was de eerste acteur die de rol van Austin Reed vertolkte in Days of Our Lives, van 1992 tot 1995 en opnieuw van september 2011 tot juli 2012.
In Melrose Place was hij van 1995 tot 1996 de populaire slechterik Richard Hart. In Starship Troopers, een film van Paul Verhoeven uit 1997, speelde hij Zander Barcalow. Op het podium speelde hij Edmund in Patsy Rodenburgs productie van King Lear uit 2006.
Na 2000 was hij hoofdzakelijk te zien in een aantal direct-naar-video films en in verschillende televisiefilms voor Lifetime en Hallmark.
Als singer-songwriter bracht hij samen met Neil Ives in 2019 de EP "Muldoon and Ives" uit.
Hij is bedreven in boksen, vechtsporten en krav maga.